# Maghreb de Fès (handball)
La section Handball est l'une des nombreuses sections du club Marocain omnisports du Maghreb de Fès, dont le club de football est la plus connue.

## Palmarès
- Coupe du Trône
  - Vainqueur : 1980
  - Finaliste : 1981, 1984
- Coupe d'Afrique des vainqueurs de coupe
  - Finaliste : 2005